# 苻生
苻生（335年—357年），字長生，略陽臨渭（今甘肅秦安）人，氐族。十六國時期前秦景明帝苻健的第三子。史載苻生「荒耽淫虐，殺戮無道，常彎弓露刃以見朝臣，錘鉗鋸鑿備置左右」在位兩年期間殺害了多位大臣，以及做了多項殘忍變態的事。最終苻生被其堂弟苻堅發動政變推翻，降封越王，不久被殺，諡號為厲。

## 生平

### 獨目雄將
苻生天生就只有一隻眼，年幼而無賴，爺爺苻洪因而十分討厭他。一次苻洪特地戲弄他，問侍者：「我聽說瞎子都只有一行眼淚，這是真的嗎？」侍者回答：「是呀。」在場的苻生聽後大怒，取出佩刀自殘，流出一行血，說：「這也是一行眼淚呀。」苻洪見狀大驚，鞭打他。苻生說：「我耐得下兵器，受不住鞭打！」苻洪骂他：「你再是這樣，我就要把你送去当奴隶！」苻生竟答：「那可不就像石勒那樣嗎？」當時苻洪正歸屬後趙，而當時後趙皇帝石虎心中其實十分忌憚苻氏的勢力，故苻洪聽後震惊，光着脚就跑来遮住他的嘴巴。苻洪隨後勸苻健把苻生殺掉，但苻健要動手時就被其弟苻雄制止，說：「男孩子長大後就會改過的了，為何要這樣做呢！」
苻生长大后，力大無比，能徒手格击猛兽，奔跑速度飛快，而擊、刺、騎射的能力亦勇冠一時。皇始元年（351年），苻健稱天王，建立前秦，苻生獲封為淮南公，次年苻健稱帝，苻生進封淮南王。皇始四年（354年），桓温北伐前秦，苻生與太子苻萇、丞相苻雄等出兵迎擊，他就曾經十多次单马突擊晉軍，令晉軍傷亡甚大。

### 三羊五眼
太子苻萇在追擊撤退的桓溫軍隊時受了傷，不久死去，苻健以讖言「三羊五眼」應符，於皇始五年（晉永和十一年，355年）立苻生為太子。同年，苻健患病，太尉苻菁乘時想殺苻生奪位但失敗被殺。隨後苻健以太師魚遵、丞相雷弱兒、太傅毛貴、司空王墮、尚書令梁楞、尚書左僕射梁安、尚書右僕射段純及吏部尚書辛牢八人為顧命大臣，輔助苻生。然而，苻健慮及苻生凶暴嗜酒，擔心他不能保全家業，被大臣有機可乘，於是對苻生說：「六夷酋帥及掌權的大臣，若果不遵從你的命令，那就立即除去他們。」

### 苻生暴政
同年六月乙酉日（355年7月10日），苻健死，次日苻生即位為帝，改元壽光。不過，苻生本身酗酒，在登位後就常常酒醉，群臣上朝都很少見到苻生，連群臣的上奏都因苻生長醉而被擱在一邊。即使上朝，苻生每當發怒都只會殺人，即位後就多次出現殺戮大臣以至殘害生命的凶殘事件，苻健設的八名輔政大臣全都被苻生所殺。最終造成「宗室、勳舊、親戚、忠良殺害殆盡，王公在位者悉以告歸，人情危駭，道路以目」的狀況。

#### 殺戮大臣
苻生即位後，立刻就改了年號，當時群臣上奏：「先帝死後未逾年而改元，不合禮法呀。」苻生卻大怒，要找出最初提出這上奏的大臣，最終找出了顧命大臣之一的段純，就將他殺害。後來，中書監胡文及中書令王魚向苻生報告天象：「最近有客星（彗星）在大角，熒惑（火星）入東井。大角，是皇帝之坐；東井，表示秦地；按占卜，不出三年，國內將有大喪，大臣會被殺戮，希望陛下自脩德行以避禍。」苻生卻說：「皇后和朕位置相應，可以應了國喪之劫。毛太傅、梁車騎、梁僕射受遺詔輔政，就應了大臣被戮的劫。」於是就殺了梁皇后、毛貴、梁楞及梁安四人；太師魚遵亦於壽光三年（357年）因民謠「東海大魚化為龍，男皆為王女為公」而被殺。又一次苻生與大臣飲宴，更在奏樂時唱起歌來，命尚書令辛牢勸酒。然而，就因為大臣們都沒有全都醉倒，於是就拿起弓將辛牢射殺。更有一次在咸陽故城設宴，將遲到的大臣殺害。
另外，苻生亦寵信趙韶、董榮等人，丞相雷弱兒以他們亂政，經常公開在朝堂批評他們，他們於是在苻生面前中傷雷弱兒。苻生於是誅殺雷弱兒及其家人，最終因為雷弱兒南安羌族酋長的身分，各羌族部落都有離心。司空王墮亦痛恨董榮等人，不肯親附，在董榮的唆使下，苻生又殺王墮以應日蝕之變。
亦因苻生天生殘疾，「不足、不具、少、無、缺、傷、殘、毀、偏、隻」等字都是要避諱的，絕不能說。但就有不少大臣和侍從因此而死。其中太醫令程延在研安胎藥時向苻生解釋人參，就說了「雖小小不具，自可堪用」而被苻生下令鑿出雙眼，然後斬首。

#### 殘命自若
苻生賞罰沒有準則，大臣不論稱頌他還是批評他稍有不當，都可能被殺，但寵臣的姦佞之言卻都接納。而苻生的姬妾只要表現得稍不合其意，都會被殺，並棄屍渭水。苻生又愛虐待動物，活活地剝下牛、羊、驢、馬的皮毛，或者用熱水燙雞、豬、鵝，將三、五十隻這樣的動物一起放在殿上觀賞。苻生甚至還將死囚的臉皮活活剝掉，命其在群臣面前跳舞。苻生更曾命宮女與男子裸體在其面前性交，甚至曾在路上看見一對同行的兄妹，就命他們亂倫，兄妹最終因不肯聽從而被殺。受斬腳、刳胎、拉脅、鋸頸等其他酷刑的人亦數以千計。
苻生聽到有對自己的怨言，更下詔書稱自己並沒有不善，自己所作的根本不算濫刑暴虐。據說當時還有食人野獸橫行，平民為了避開猛獸自保就聚居而且荒廢農業。苻生則認為野獸吃飽了人就會走，不會長久的，且認為天降災劫其實正是對應平民一直犯罪，協助天子以刑罰教導平民而已，只要不犯罪就不必怨天尤人。

#### 誅除諫臣
苻生曾經命三輔居民興建渭橋，金紫光祿大夫程肱以妨礙農業為由勸諫，反觸怒苻生，被殺。又一次長安突然颳起大風，極之影響人們活動，苻生舅舅左光祿大夫強平於是借天變而勸諫苻生愛護禮待公卿，致敬宗社，去如秋霜的威嚴而立三春般的恩澤等。但苻生則認為強平是妖言，不顧臣下以至太后的懇求，堅持殺死強平。

### 宗室反叛
壽光三年（晉升平元年，357年），姚襄進圖關中，更派人招納因雷弱兒被誅而產生離心的關內羌胡。苻生於是派了衞大將軍苻黃眉等率兵抵抗，最終大敗敵軍，更殺姚襄，令姚襄弟姚萇率眾歸降。苻黃眉立了大功，但凱旋後卻沒有獲得苻生褒賞，反而被多次當眾侮辱。苻黃眉因而憤怒，圖謀殺死苻生，但風聲洩露，反被殺，更株連不少王公親戚。
而當時御史中丞梁平老等人都勸有時譽的苻生堂弟、東海王苻堅殺苻生以救國，苻堅同意但不敢發難。但六月有一晚，苻生對侍婢表示翌日就要殺苻法、苻堅兩兄弟，侍婢於是立刻告訴二人，於是二人與強汪、梁平老和呂婆樓等都率兵衝入宮，宮中宿衞將士知道苻堅奪位都向其投降。苻生當時仍然在酒醉中，知有人攻來，就大驚，問侍從：「那是甚麼人？」侍從答：「是賊！」苻生就說：「為甚麼不下拜！」苻堅兵眾聽後大笑，苻生更說：「還不快快下拜，不拜的我就斬了他！」苻堅於是廢苻生為越王，自己繼承帝位，並降稱天王。不久，苻生被苻堅杀害，享年二十三歲，諡為厲王。
其子苻馗袭封越王，后降为越公、越侯。后来苻坚平定苻生弟苻廋等人叛乱时，在赐死苻廋、赦免苻廋诸子后，又安排苻廋的儿子过继苻生为后。

## 評論
- 苻洪：「此兒狂悖勃，宜早除之，不然，長大必破人家。」
- 薛讚、權翼：「主上猜忍暴虐，中外離心。」
- 《晉書》史臣曰：「長生慘虐，稟自率由。覩辰象之災，謂法星之夜飲；忍生靈之命，疑猛獸之朝飢。但肆毒於刑殘，曾無心於戒懼。招亂速禍，不亦宜乎！」
- 《晉書》贊曰：「長生昏虐，敗不旋踵。」

但有些記述表示所謂苻生暴虐也可能是史臣渲染的結果。楊衒之《洛陽伽藍記》卷二記載隱士趙逸之言，云：「國滅之後，觀其史書，皆非實錄，莫不推過於人，引善自向」，如「苻生雖好勇嗜酒，亦仁而不殺。觀其治典，未為凶暴，及詳其史，天下之惡皆歸焉。苻堅自是賢主，然賊君取位，妄書君惡，凡諸史官，皆是類也。」劉知幾《史通》曲筆篇云：「昔秦人不死，驗苻生之厚誣」，即是據此。
呂思勉亦懷疑苻生的一系列殘忍殺人、文詞避諱、以刀刃錘斧威懾群臣等都是史官誣陷、醜化苻生的結果。誅殺梁安、雷弱兒等人亦因他們其實是有通晉的嫌疑，是不得已，卻招來謗毀之聲。稱「他如怠荒、淫穢，自更易誣。《金史·海陵本紀》述其不德之亂，連章累牘，而篇末著論，即明言其不足信，正同一律。」

## 后妃
- 梁皇后，顧命大臣梁安之女。永和十一年（前秦壽光元年，355年）秋初受封皇后，秋中因中書監胡文、中書令王魚向皇帝苻生諫奏應砥礪品德以化解天相變異所帶災難，秋末遭苻生下令斬殺以應天變。

## 相關人物

### 顧命八輔
前秦景明帝苻健遺命的八名輔政大臣。
- 段純
- 毛貴
- 梁楞
- 梁安
- 雷弱兒
- 王墮
- 辛牢
- 魚遵

### 三大親信
- 趙韶
- 趙誨
- 董榮

## 影視形象
- 2014年电视剧《拐个皇帝回现代》：王刚饰苻生
- 2016年电视剧《又拐个皇帝回现代》：王刚饰苻生

## 延伸阅读
[在维基数据编辑]
 《晉書·卷112》，出自房玄齡《晉書》